# Oravița
Oravița (pronunciat en romanès: [oˈravit͡sa]; hongarès: Oravicabánya; alemany: Orawitz; txec: Oravice; serbocroat: Oravica/Оравица) és una ciutat de la regió del Banat de Romania, al comtat de Caraș-Severin, amb una població de 13.987 habitants el 2012.
El seu teatre és una versió completament funcional de l'antic Burgtheater de Viena. Sis pobles són administrats per la ciutat: Agadici (Agadics; Agaditsch), Brădișoru de Jos (fins al 1960 Maidan; Majdán), Broșteni (Brostyán), Ciclova Montană (Csiklóbánya; Montan-Tschiklowa), Marila (Marillavölgy; Marillathal) i Răchitova (Rakitova).

## Clima
Oravița té un clima continental humit (Cfb a la classificació climàtica de Köppen).

## Etimologia
El nom de la ciutat deriva de la paraula eslava orah (ov), que significa "(de) noguera" amb sufix -ița.

## Pobles

### Agadici
La història d'Agadici es remunta almenys al segle XVII, quan es registrava una població de "800 ànimes". Avui a Agadici hi viuen menys de 200 persones. Agadici és una paraula derivada del turc: Aga significa "coronel" i dici significa "filla". Per tant, Agadici significa "filla del coronel". La ciutat va rebre el nom de la filla d'un coronel quan l'Imperi Otomà va ocupar la terra que ara és el Banat (vegeu Temeşvar Eyalet).

### Ciclova Montană
La segona cervesa més antiga de l'actual Romania es va produir a Ciclova; primer s'acredita en un document de 1728. Al principi, la producció estava sota la gestió i el patrocini del monestir catòlic local. Coneguda com a "bere Ciclova" els darrers anys, l'empresa va fallir el 1996.

## Ferrocarril Anina – Oravița

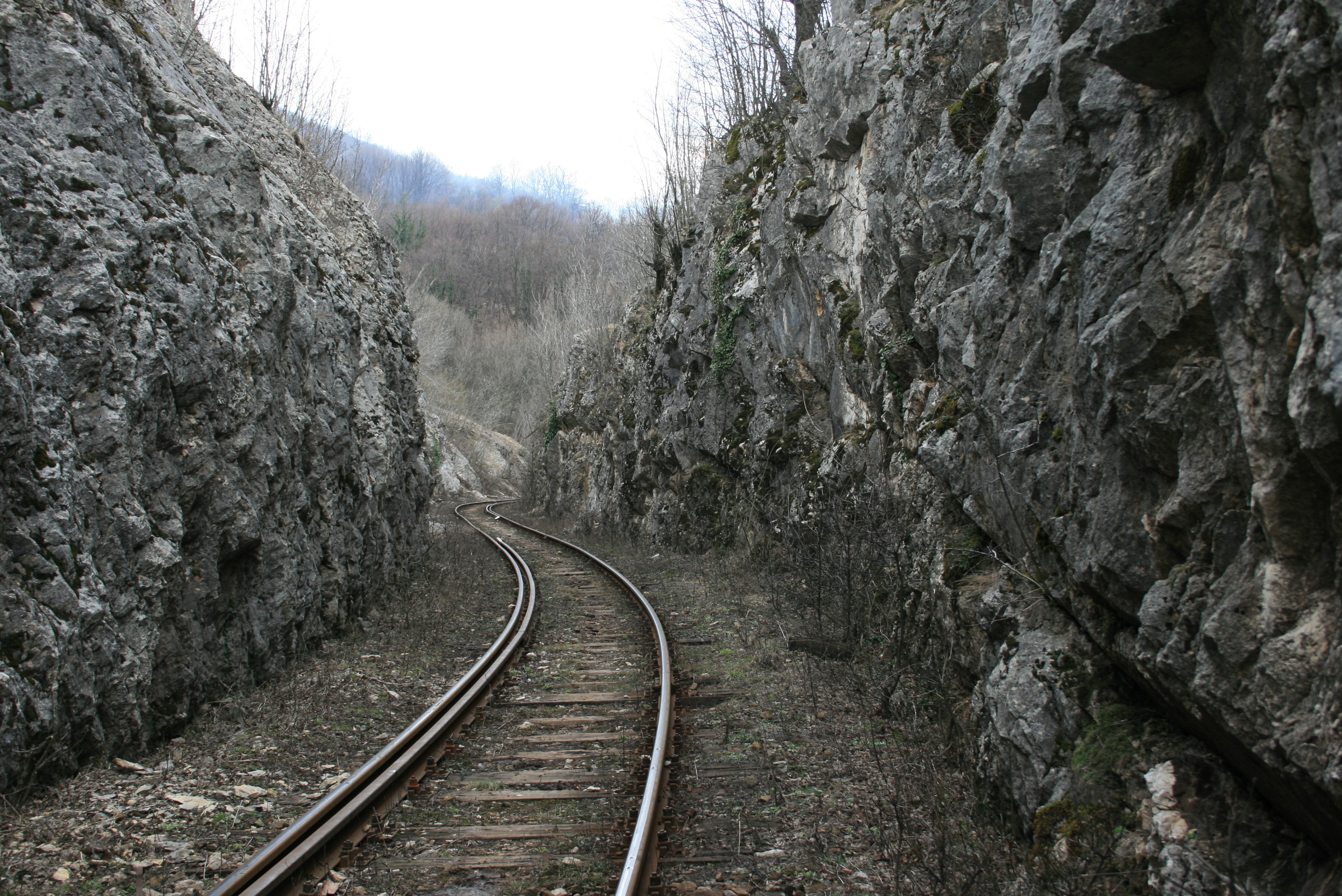
Vista des del ferrocarril de muntanya Oravița – Anina el 2010

L'Anina – Oravița va ser el primer ferrocarril de muntanya de la Romania actual, inaugurat el 1863, encara es fa servir avui amb finalitats turístiques i és un dels ferrocarrils més bells d'Europa a causa de paisatges, viaductes i túnels llargs molt pintorescs.